# Batzarre
Batzarre (del euskera, «junta» o «asamblea») es un partido político español de Navarra (España), cuyo origen está ligado al de Zutik en el País Vasco. Batzarre se creó como candidatura electoral en 1987, agrupando a EMK y LKI, y puede considerarse sucesor de plataformas como la Unión Navarra de Izquierdas (1977), la Asociación Navarra de Ayuntamientos de Izquierdas (1979), la Asamblea Navarra de Izquierdas (1979) y Auzolan (1983).
Batzarre se constituyó oficialmente como partido político en marzo de 1991. Su presencia es reducida, circunscrita fundamentalmente a las comarcas de Pamplona y Tudela. En 2010 contaba con 510 afiliados, y fue miembro de la coalición Nafarroa Bai hasta que la abandonó en 2011 para formar con Izquierda Unida de Navarra la coalición electoral Izquierda-Ezkerra.

## Historia
Batzarre se creó como candidatura electoral en 1987 agrupando a dos formaciones que habían venido estableciendo lazos conjuntos de acción política: Euskadiko Mugimendu Komunista (EMK) y Liga Komunista Iraultzailea (LKI); inicialmente federadas al Movimiento Comunista y a la Liga Comunista Revolucionaria, respectivamente. Estas organizaciones —que provenían de escisiones «obreristas» de ETA: EMK de ETA Berri y LKI de ETA-VI— ya habían intentado converger anteriormente, junto con LAIA y Nueva Izquierda (escisión de EE), en Auzolan, coalición que no prosperó. Batzarre apoyó a Herri Batasuna en diversas ocasiones (en las elecciones generales de 1989 y en las europeas de 1987 y 1989) aunque marcando sus diferencias.
En marzo de 1991 se constituyó en un partido político de ámbito navarro de forma paralela al proceso que dio lugar a Zutik en el País Vasco y a Izquierda Alternativa en el resto de España. En 1998 fue uno de los firmantes del Pacto de Estella, a raíz de lo cual se integró, junto con otras organizaciones de la izquierda abertzale en la plataforma electoral Euskal Herritarrok (EH) a través del colectivo Arragoa. En el 2000, tras la ruptura de la tregua, Batzarre abandonó EH al negarse la mayoría de la plataforma electoral a condenar el primer atentado de ETA, sin participar en el proceso de refundación que daría lugar a Batasuna, conservando no obstante el escaño obtenido en el Parlamento de Navarra en las listas de EH. 
Desde 2004 hasta 2011 formó parte de la coalición Nafarroa Bai, que en 2007 se convirtió en la segunda fuerza política de la Comunidad Foral, junto con los partidos nacionalistas vascos Aralar, Eusko Alkartasuna (EA) y Partido Nacionalista Vasco (PNV). En noviembre de 2010 el 75 % de los afiliados de Batzarre decidió «no aceptar la Nafarroa Bai acordada por Aralar, EA y PNV para las elecciones de 2011» al entender que en esta formación comenzaba a primar el criterio nacionalista por encima de la ideología de izquierdas. Por este motivo, también acordaron avanzar hacia un acuerdo con Izquierda Unida de Navarra, formación con la que finalmente Batzarre concurrió en coalición a las elecciones al Parlamento de Navarra de 2011. Esta coalición, denominada Izquierda-Ezkerra, sería reeditada de cara a las elecciones generales de ese mismo año. Para las elecciones europeas de 2014 renovó su coalición con Izquierda Unida (IU), integrándose en la candidatura de La Izquierda Plural. En las elecciones generales de 2016 aprobó concurrir en la lista electoral de Unidos Podemos junto con Podemos, IU y Equo.
De cara a las elecciones municipales y forales de 2023 acordó presentarse en la coalición Contigo Navarra tras un proceso participativo de las militancias de los seis espacios que lo conforman: Podemos, IU, Batzarre, Alianza Verde, Equo e independientes. Ese mismo año decide presentarse junto con otros 15 partidos a las elecciones generales en la coalición Sumar.

## Ideología
Batzarre se define como un partido vasquista y republicano, cercano al nacionalismo vasco, pero sostiene diferencias sustanciales con esta ideología. Al igual que los partidos nacionalistas vascos de Navarra, aspira a crear una comunidad política entre Navarra y la comunidad autónoma del País Vasco y es partidario de proteger y promocionar la cultura e identidad vasca presente en Navarra, «pero con el visto bueno del pueblo navarro». Por otro lado, reconoce que el pueblo vasco forma una comunidad con el resto de los pueblos de España fruto de una serie de acontecimientos históricos, aun considerando que algunos de ellos fueron forzados y violentos y no contaron con el consentimiento de los vascos. Sin embargo, Batzarre opina que no se puede aplicar el derecho de autodeterminación unilateralmente y considera inadmisible definir una nación vasca que incluya a Navarra en términos jurídico-políticos al margen de la voluntad de la población navarra. Por ello, se mostró en contra del Plan Ibarretxe.

## Evolución electoral
Elecciones al Parlamento de Navarra
| Elecciones | Votos  | %     | Diputados | Posición | Observaciones                                                                   |
| ---------- | ------ | ----- | --------- | -------- | ------------------------------------------------------------------------------- |
| 1987       | 5880   | 2,11  | 0         | 9.º      |                                                                                 |
| 1991       | 6543   | 2,41  | 0         | 6.º      |                                                                                 |
| 1995       | 6509   | 2,23  | 0         | 7.º      |                                                                                 |
| 1999       | 47 271 | 15,96 | 1 a       | 3.º      | Dentro de la candidatura de Euskal Herritarrok (8 diputados). a Milagros Rubio. |
| 2003       | 7873   | 2,62  | 0         | 7.º      |                                                                                 |
| 2007       | 77 893 | 23,95 | 1 b       | 2.º      | Dentro de la candidatura de Nafarroa Bai (12 diputados). b Ioseba Eceolaza.     |
| 2011       | 18 457 | 5,71  | 1 c       | 6.º      | Dentro de la candidatura de Izquierda-Ezkerra (3 diputados). c Txema Mauleón.   |
| 2015       | 12 482 | 3,69  | 0         | 7.º      | Dentro de la candidatura de Izquierda-Ezkerra (2 diputados).                    |
| 2019       | 10 472 | 3,01  | 0         | 6.º      | Dentro de la candidatura de Izquierda-Ezkerra (1 diputado).                     |
| 2023       | 19 539 | 6,08  | 0         | 6.º      | Dentro de la candidatura de Contigo Navarra (3 diputados).                      |

Elecciones municipales
En cuanto a las elecciones municipales, la última vez que se presentó en solitario fue en 2003, cuando obtuvo 8449 votos (2,8 %), y 15 concejales. En 2007 obtuvo 10 concejales en candidaturas de Nafarroa Bai y 4 en candidaturas populares.